# Арнолд III фон Гьотерсвик
Арнолд III фон Гьотерсвик (на немски: Arnold III von Götterswick; † 9 май 1403) е благородник от фамилията Гьотерсвик, господар на Гьотерсвик, днес част от град Фоерде, на десния бряг на Рейн в Северен Рейн-Вестфалия, господар на Дьоринген и шериф на Твенте.

## Произход и наследство
Той е син на Евервин IV фон Гьотерсвик († 1378) и Хедвиг фон Бентхайм († сл. 1371), дъщеря на граф Йохан II фон Бентхайм († 1333) и Матилда фон Липе († 1366). Внук е на Евервин III фон Гьотерсвик († сл. 1348) и Лиза († сл. 1355). Потомък е на Арнолд I фон Гьотерсвик († сл. 1228) и съпругата му фон Гемен.
Господарите фон Гьотерсвик резидират във водния замък „Хауз Гьотерсвик“, споменат през 1142 г., основан по време на Франкската империя от рицар Годерт и на него се нарича родът и селището „Годсвик“. Те поемат през 1241 г. господството Бентхайм-Щайнфурт.
Арнолд III фон Гьотерсвик умира на 9 май 1403 години и е погребан в Мариенволде. Неговият син Ебервин I фон Бентхайм (1397 – 1454) наследява през 1421 г. графството Бентхайм и през 1451 г. господството Щайнфурт от чичо му граф Бернхард I фон Бентхайм († 1421). Той става през 1425 г. също господар на Отенщайн и от 1451 г. господар на Щайнфурт. Неговите наследници се разделят на линиите Бентхайм-Щайнфурт и Бентхайм.

## Фамилия
Арнолд III фон Гьотерсвик се жени пр. 13 юли 1389 г. за Матилда фон Райфершайд-Бедбург († сл. 1445), внучка на Йохан IV фон Райфершайд († 1366), дъщеря на Райнхард фон Райфершайд-Бедбург-Гладбах, байлиф на Цюлпих († 1388) и Мария фон Лооц († 1408). Те имат децата:
- Ебервин I фон Бентхайм (* 1397; † 4 или 6 март 1454), граф на Графство Бентхайм и господар на Щайнфурт, женен I. на 28 юни 1404 г. за Мехтилд фон Щайнфурт († 17 март 1420), II. на 24 май 1435 г. за Гизберта фон Бронкхорст († сл. 1489), наследничка на Отенщайн
- Хедвиг († 13 март 1428), омъжена I. сл. 11 юни 1409 г. за рицар Дитрих фон Виш († 1425), II. ок. 1417 г. за рицар Вилхелм фон Бронкхорст († 1429)
- Мехтиилд († сл. 1399)
- Алайд/(Агнес († 3 юни 1448), омъжена ок. 1415 г. за рицар Йохан IV фон Кулемберг († 1 април 1452)

Вдовицата му Матилда фон Райфершайт се омъжва втори път ок. 1405 г. за граф Вилхелм фон Зафенберг-Нойенар († 1424/1432).